# Нагимов, Фарит Сагитжанович
Фарит Сагитжанович Нагимов (Фарид Нагим) (род. 1 сентября 1970, село Буранное) — российский прозаик, драматург, редактор, педагог. Лауреат областной литературной Аксаковской премии, лауреат премии «Русский Декамерон» (2003), премии «Новация» Совета по культуре при Президенте РФ и премии «Акция» города Москвы, премии Союза журналистов Москвы, премии «Экспо» (Брауншвейг, Германия), премии журналов «Дружба народов», «Креатив». Финалист премий Белкина и «Антибукер». Доцент кафедры литературного мастерства Литературного института имени А. М. Горького.

## Биография
Родился1 сентября 1970 года в селе Буранное, Соль-Илецкого района, Оренбургской области. После окончания школы работал на Оренбургском Аппаратном заводе, затем проходил действительную военную службу в Бийске (радиотелеграфист кв. станций большой мощности). Учился в Литературном институте имени А. М. Горького.Литературном институте им. Горького (1996), в театральном центре Юджина О'Нила, США (1999). С 2011 по 2014г. работал заместителем главного редактора журнала «Дружба народов».
Основное направление писателя – драматургия. Спектакли по его пьесам были неоднократно поставлены в театрах Европы: «Deutsches Theater» (Берлин), «Thalia theater» (Гамбург), «Stadttheater» (Констанц), «Schauspielhaus Zürich» (интендант театра Кристоф Марталер), "Rampa" (Варшава). Участник фестиваля «Die Autorentheatertage» - Берлин, Гамбург.
Спектакль «Четки любви» по одноименной пьесе Нагима поставлен в Оренбургском татарском драматическом театре имени М. Файзи (перевод на татарский Ркаил Зайдулла).
Член Союза писателей Москвы и ПЕН-клуба. Член редакционного совета журнала «Дружба народов».
С 2016-го года преподаёт на кафедре литературного мастерства Литературного института имени А. М. Горького.
Проживает в Москве.

## Награды и премии
- Лауреат премии Совета по культуре при Президенте РФ «Новация»,
- лауреат премии «Русский Декамерон» (2003)
- лауреат премии журнала «Дружба народов»,
- лауреат международной премии «Москва-Пенне»,
- лауреат премии Союза журналистов Москвы «Креатив»
- финалист премии Белкина (2009),
- финалист премии «Антибукер»,
- почетный житель города Ватерфорд в США.